# Hulling

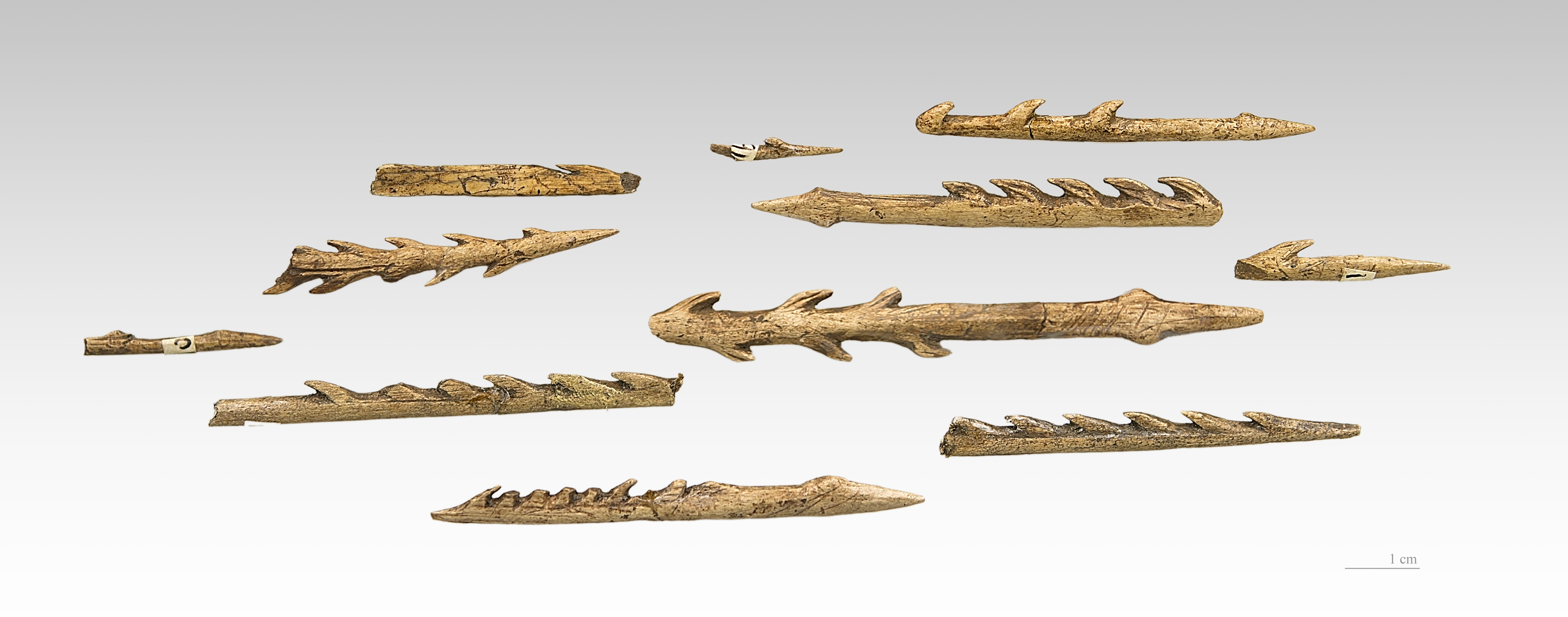
Hullingar på harpuner

En hulling är en bakåtvänd spetsig tagg. Hullingens syfte är vanligen att förhindra att det hullingförsedda redskapet eller kroppsdelen som stuckits in i något ska glida ut samma väg.  
Hullingar förekommer exempelvis på fiskekrokar och harpuner. Buntband bygger också på hullingprincipen även om buntbandets hullingar snarare är hack än taggar. Vissa draglås bygger på hullingprincipen; nyckeln klämmer ihop bygelns fjäder så att den kan föras ut ur låset.  
Hullingar förekommer även inom biologin exempelvis på gröngölingens tunga och fästingens sugsnabel.